# Некропола са стећцима Каурско гробље
Некропола са стећцима Каурско гробље је национални споменик Босне и Херцеговине. Налази се у селу Мунићи које припада општини Пале у Републици Српској. Заштићено историјско подручје чини 24 стећака, из периода касног средњег века. Стећци су облика сандука са постољем, различити димензија. На стећцима нису уочени натписи.

## Положај
Некропола Каурско гробље се налази у селу Мунићи, које припада општини Пале. Некропола са 121 надгробним спомеником смештена је на малом узвишењу уз сами пут, а  простире се на површини од око 1.000 квадратних метара. Са источне стране пута диже се коса на чијем се врху налази праисторијска градина. Кроз некрополу пролази локални макадамски пут који повезује села Радоњићи и Довлићи.

## Историја
Археолошки налази из старијег и млађег гвозденог доба сведоче да је подручје Мунића било насељено већ од праисторије, и да је у то доба овим локалитетом пролазиокаравански пут.
Крајем 12. века Босна се формирала као посебна држава, а њој се издваја и посебна црква која се назива хришћанском. Преко цркве се шири обичај сахрањивања под стећцима. То раздобље од почетка 13. до краја 16. века оставило је значајног трага и на подручју општине Пале.
У односу на остале градске општине Сарајева, на Палама је установљена највећа бројност стећака (око једне трећине), укупно је 1.828 стећака, који су груписани у 99 некропола. Ако се узме да Пале имају 72 села, значи да број знатно премашује. Оволика расутост стећака говори о дугом временском периоду његовог обичаја сахрањивања под стећцима, укључујући и она на Каурском гробљу у селу Мунићи.

## Значај
На просторима на којима настају и развијају се некрополе са стећцима одраз су прожимања различитих културних утицаја које у времену 13. до 16. века налазимо на просторима Републике Српске већином припадају латинском Западу али и византијском Истоку.
Већину њихових рељефа (који су упечатљиви аспект њихове појавности), ма колико били одмакнути од службених канона, ипак можемо читати посредством различитих саставница опште европске средњовековне културе (племићке, црквене и народне) односно романичке и посебно готичке уметности.
С друге стране, ова специфична култура дубоко је повезана са знатно ранијим, праисторијским, античким и раносредњовековним традицијама. Праисторијске и античке традиције се највише сагледавају у одабиру места где су постављени као и у појави одређених врста симболичких рељефа. Чињеница је да стећци већим делом означавају гробља на редове које у европској археологији пратимо од раног средњег века и периоде сеобе народа.

## Опис локалитета
Кроз некрополу пролази локални макадамски пут и дели некрополу на два дела (леву и десну). На некрополи, осим два забата, углавном су заступљени стећци у виду сандука, плоча и прелазних сандука у плоче. 
Десна страна некрополе
У делу некрополе са десне стране пута (из смера Радоњића и Пала) видљиво је 15 стећака. Овај део некрополе није видљив са пута, јер је зарастао у шуму. Стећци су у већем или мањем обиму утонули у земљу, обрасли дивљом вегетацијом и делимично прекривени маховином. Угавном, на њима нема  великих оштећења. Стећци су различите орјентације што указује на њиховом померање у ранијим периодима. Неки од стећака су преврнути на бок.
Лева страна некрополе
Лева страна некрополе није зарасла у шуму али се преко некрополе врши извлачење шумске грађе и видљиви су трагови тог извлађчења. У овом делу откривено је 9 стећака, знатно утонулих у земљу. Различите су орјентације и углавном тешко уочљиви.

## Легенда
Међу ликалним становништвом кружи легенда... да су на том месту преминули сватови завејани у зимској мећави и да су на том месту и сахрањени.